# Otto von Steinmeister
Otto Adolf Ludwig von Steinmeister (* 28. Februar 1860 in Bünde; † 1. November 1937 in Frankfurt am Main) war ein deutscher Verwaltungsjurist. 

## Leben
Otto von Steinmeister besuchte Realschule und Gymnasium in Minden und studierte ab 1879 an den Universitäten Heidelberg und Berlin Rechts- und Staatswissenschaften. Zu Beginn des Studiums wurde er beim Corps Vandalia Heidelberg aktiv, das ihn später zum Ehrenmitglied ernannte. Er schloss das Studium 1883 mit dem ersten und 1890 (nach dem Referendariat) mit dem zweiten Staatsexamen sowie mit der Promotion zum Dr. jur. ab. Ab 1883 war er am Amtsgericht in Bünde, ab 1886 bei der Regierung in Potsdam tätig. Er arbeitete ab 1890 beim Polizeipräsidium in Berlin und ab 1893/94 im preußischen Innenministerium als Hilfsarbeiter. Im Dezember 1894 wurde er kommissarisch und ab 1. November 1895 endgültig als Landrat des Kreises Höchst eingesetzt. Er wirkte bis 1900 als Landrat und wechselte dann als Polizeidirektor nach Kassel und 1903 als Polizeipräsident nach Hannover. 1905 wurde er Regierungspräsident im Regierungsbezirk Köln. In diesem Amt blieb er bis zu seinem Eintritt in den Ruhestand am 1. September 1917. Am 30. August 1917 wurde er nobilitiert.
Seit März 1918 war er Chef der Zivilverwaltung beim Generalgouvernement Warschau. 1919 wurde er Vorsitzender des Aufsichtsrates der Mitteldeutschen Creditbank. Nach der Fusion blieb er bis zu seinem Tode Aufsichtsratsmitglied der Commerz- und Privat-Bank bzw. Commerzbank. Ab 1921 gehörte er auch dem Aufsichtsrat der Farbwerke Hoechst bzw. der IG Farben an.

### Abgeordneter
1896 bis 1900 war Otto von Steinmeister Abgeordneter im Nassauischen Kommunallandtag. 1900 wurde er kurzzeitig in den Landesausschuss gewählt. 

### Familie
Otto von Steinmeister war der Sohn des Fabrikbesitzers August Steinmeister (* 15. Juni 1820 in Eslohe; † 27. Juni 1871 in Bünde) und seiner Frau Ottilie geborene Menne (* 13. August 1829 in Olpe; † 26. März 1900 in Bünde). 
Otto von Steinmeister war mit Maria geborene Siebert verwitwete Brüning verheiratet. Sie war Tochter des Bankiers Karl August Siebert (* 2. Januar 1835 in Frankfurt am Main; † 20. November 1904 ebenda) und Witwe des Industriellen und Politikers Gustav von Brüning (5. August 1864 in Höchst; † 8. Februar 1913 in St. Moritz).
Sein Neffe Justus Weihe war ebenfalls als Landrat tätig.